# Ferenc Fogl
Ferenc Fogl (ur. 1887, zm. 1954) – węgierski piłkarz występujący na pozycji bramkarza. Po zakończeniu kariery trener. W sezonie 1938 prowadził Ruch Chorzów, z którym zdobył wtenczas mistrzostwo Polski. Na ławce trenerskiej „Niebieskich” zadebiutował 19 czerwca 1938 roku w wygranym 4:0 meczu z Cracovią. Fogl był bratem Károly'ego i Józsefa.